# Ray Weinberg
Ray Weinberg, född 23 oktober 1926, död 30 maj 2018, var en friidrottare från Australien. Han deltog vid olympiska sommarspelen 1948 och olympiska sommarspelen 1952.